# Péchy Blanka
Péchy Blanka (született Greiner) (Pécs, 1894. szeptember 21. – Budapest, 1988. július 6.) magyar színésznő, előadóművész, író, nyelvművelő, rádiós műsorvezető, a bécsi magyar nagykövetség kulturális attaséja, a bécsi Collegium Hungaricum igazgatója, alapítványtévő és a Kazinczy-díj megalapítója, érdemes művész. Díjat nevezett el a róla a Kazinczy-díj alapítvány 1994-ben.

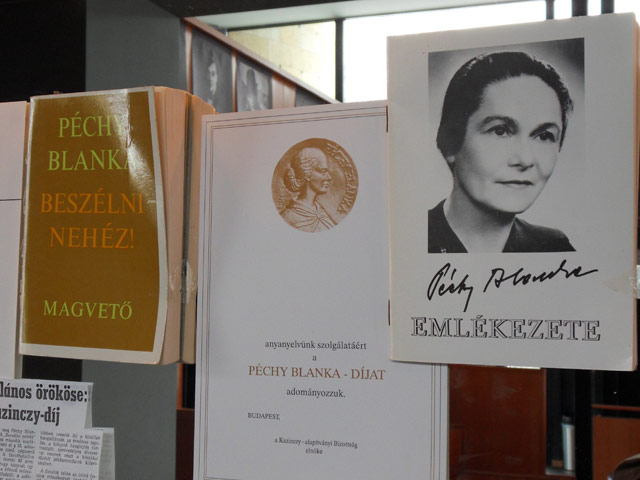
Péchy Blanka emlékezete a Magyar Nyelv Múzeumában

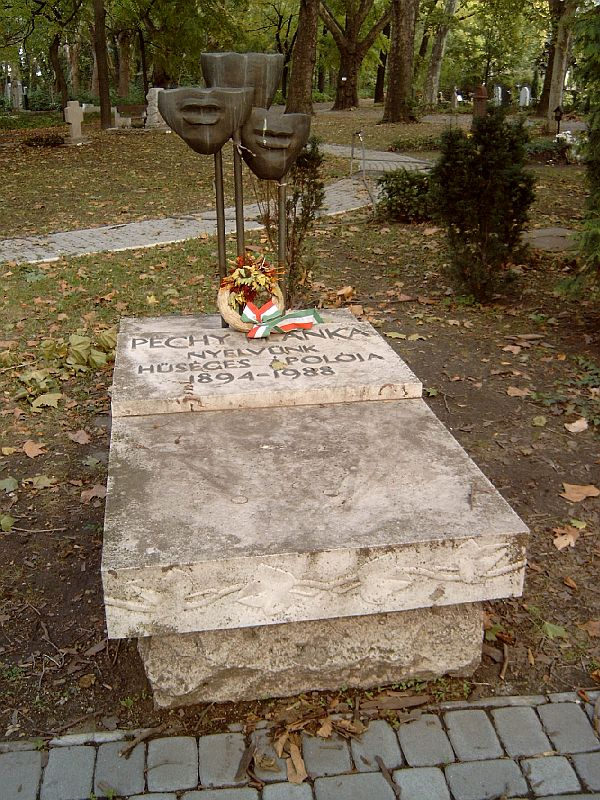
Péchy Blanka sírja Budapesten. Fiumei úti sírkert: 42/1-A-14

## Élete
Greiner Blanka néven látta meg a napvilágot Greiner Mór (1861–1915) kereskedő és Sohr Szidónia gyermekeként. Apai nagyszülei Greiner Mayer és Lőwy Anna voltak. 1914-ben végezte el a Színművészeti Akadémiát, Bajor Gizi évfolyamtársaként. Első szerződése a Vígszínházhoz szólt, melyet két év után a Magyar Színház és a Belvárosi Színház követett. Péchy Blanka kortársai közül kiemelkedett versmondó képességével. Ő volt Ady költészetének egyik első népszerűsítője.
1928-tól 1934-ig a bécsi Max Reinhardt társulatánál szerepelt, majd hazatérése után a főváros szinte összes drámai színházában játszott. 1945 után a Nemzeti Színház tagja. 1948-ban három évre ismét Ausztria fővárosába költözött. A bécsi magyar követség kulturális attaséja, illetve a bécsi Collegium Hungaricum igazgatója lett. 1952-től újra pesti színházakban játszott. 1956-ban szerepelt a Mese a 12 találatról című filmvígjátékban. Az IMDB szerint összesen 26 filmben szerepelt. 1959-ben megkapta a megtisztelő érdemes művész címet. 1962-től a Zeneművészeti Főiskolán a színpadi beszédet tanított.
1964-től, nyugalomba vonulása után vállalt még fellépéseket, ami mellett a Magyar Rádióban nyelvművelő sorozatot indított Beszélni nehéz címmel, amelyet több mint 300 alkalommal sugároztak.
1964-ben SZOT-díjjal jutalmazták. 1942-ben kezdett szépirodalommal foglalkozni, akkor jelent meg első novellája a Magyar Nemzetben. A színpadtól való visszavonulása után elsősorban írói tevékenységet folytatott, s emellett a rádióban folytatta nyelvművelő sorozatát. A művésznő először Magyar Lajos író, újságíró, majd Relle Pál újságíró felesége volt. 1979-ben Győr díszpolgára lett.
1988. július 6-án Budapesten hunyt el, 94. életévében. Végső nyugalomra július 15-én a Fiumei úti sírkertben helyezték.

## Filmszerepei

### Játékfilmek
- Apám kicsi alakja (Öreg Princzné, 1980)
- Csak egy telefon (Mariska néni, 1970)
- A múmia közbeszól (Takács mama, 1967)
- Harlekin és szerelmese (1967)
- Édes és keserű (1966)
- És akkor a pasas… (A mama, 1966)
- Fény a redőny mögött (Torday anyja, 1966)
- Iszony (Nagynéni, 1965)
- Megszállottak (1962)
- Fűre lépni szabad (1960)
- Fapados szerelem (1960)
- Rangon alul (1960)
- Alázatosan jelentem (Id. Benedekné, 1959)
- A becsületrombolók (rövid, 1959)
- Gyalog a mennyországba (1959)
- Álmatlan évek (1959)
- Éjfélkor (Ella néni, 1957)
- Mese a 12 találatról (Mama, 1957)
- A 9-es kórterem (Mária, hivatalos beteglátogató, 1955)
- Pax vobiscum (1920)
- Nőstényfarkas (1919)

### TV-filmek
- Használt koporsó (1979)
- Az ember melegségre vágyik (Löwenstein anyja, 1973)
- Irgalom (Frida néni, 1973)
- Fájó kritika (1965)
- A pékinas lámpása (von Mölder felesége, 1961)

## Nyelvőrzési tevékenysége
Péchy Blanka 1960-ban díjat hozott létre a szépen beszélő hivatásos előadók jutalmazására. 1986-ban, elhunyt első férje, Magyar Lajos emlékére díjat alapított újságírók számára. 1994-től a Kazinczy-díj alapítvány Péchy Blanka-díjat oszt általános és középiskolai tanárok elismerésére.

## Művei
- Jászai Mari (Budapest, 1958)
- Regény (önéletrajz, Budapest, 1963)
- Hanglejtés és érthetőség (Fónagy Ivánnal, Budapest, 1965)
- Hűséges hűtlenek (Bulyovszky Lilla életregénye, Budapest, 1969)
- Beszélni nehéz (esszék, Budapest, 1974)
- Este a Dunánál (visszaemlékezések, Budapest, 1977)

## Emlékezete
Pécsett teret neveztek el róla.

## Díjai[9]
- Érdemes művész (1959)[3]
- SZOT-díj (1964)
- Győr díszpolgára (1979)
- Aranytoll (1986)
- Erzsébet-díj (1987)